# Санкт-Петербурзький військово-морський інститут
Санкт-Петербурзький військово-морський інститут — вищий навчальний заклад Росії в Санкт-Петербурзі.

### Навігацька школа (1701)
Повне найменування — Федеральна державна освітня установа вищої професійної освіти «Морський корпус Петра Великого — Санкт-Петербурзький військово-морський інститут» Міністерства оборони Російської Федерації.
СПбВМІ — найстаріший вищий навчальний заклад Санкт-Петербурга.
У своєму нинішньому вигляді існує з 1998 року. З 2001 року носить нинішню назву.
В інституті здійснюється підготовка офіцерів військово-морського флоту на 5 факультетах: штурманському, гідрографії, мінно-трального і протичовнового озброєння, крилатих і балістичних ракет підводних човнів, а також спеціальних озброєнь.
14 (25) січня 1701 року Указом Петра I була заснована Школа математичних і навігаційних наук. Метою створення цього навчального закладу було забезпечення комплектування майбутнього російського флоту вітчизняними кадрами. З червня 1701 року Школа розташовувалася в Москві в Сухаревій вежі поблизу Кремля. Готувала вона фахівців не тільки для флоту, але і для армії і цивільної служби.
Школа ділилася на класи — в перших двох навчали неписьменних російській мові і початковим навичкам рахування. Після цього більшість вихідців з бідних прошарків населення відправляли служити писарями або вчитися на майстрів адміралтейства. Найбільш здібні з них, а також юнаки дворянського походження, переводилися в наступні класи, вищими з яких були морехідні (пласкої і меркаторської навігації, морської астрономії). Крім того, учні вивчали ведення шканечного журналу, вираховування шляху корабля, фехтування. Вивчення велося послідовно і завершувалося складанням іспиту. Найбільш здібні та старанні могли закінчити повний курс школи за 4 роки, а несумлінні вчилися і до 13 років.
Спочатку школа знаходилася у віданні Збройової палати, з 1706 року була передана у відання Військово-морського флоту, а з 1712 року — в канцелярію Військово-морського флоту. Викладачі школи були незалежні один від одного і підпорядковувалися тільки генерал-адміралу Ф. М. Апраксіну.
Перший випуск Школи відбувся в 1705 році. Її закінчили 64 людини. Випускники Школи отримували право на уведення в чини офіцерів після тривалого плавання на кораблях і відповідного іспиту. Багато хто стажувався на англійському та голландському флотах.
Цю школу очолював нащадок шотландських королів, російський граф, генерал-фельдмаршал Яків Вілимович Брюс.

### Морська Академія (1715)
У 1715 році в Санкт-Петербурзі на базі старших морехідних класів Навігацької школи створюється Морська академія (Академія морської гвардії). Навігацька школа втратила свій колишній статус і стала підготовчим училищем при Академії. Морська академія була розрахована на 300 учнів і організаційно ділилася на 6 відділень по 50 чоловік. На чолі академії стояв директор, відділеннями командували офіцери з гвардійських полків. Окрім відділень, в Академії був окремий клас геодезистів чисельністю 30 осіб. У 1716 році було засновано військове звання «гардемарин». Це звання замінило звання «Навігатор», як перехідний від учня Морської академії до чину мічмана (заснований в 1713 р). За результатами іспиту мічмани зводилися в перший офіцерський чин унтер-лейтенанта. У 1732 році першим офіцерським чином на флоті став чин мічмана, що зберіг це значення до 1917 року з перервою в 1751-1758 рр.
З 1723 року в гардемаринську роту (200 чол.) зараховували тих, хто пройшов теоретичний курс. Влітку гардемарини розподілялися по кораблях і йшли в практичне плавання, а взимку продовжували теоретичне навчання. Термін перебування в чині гардемарина залежав від здібностей і наявності вільних офіцерських посад, а також старшинства в списку роти. Замість передбачених семи років, деякі ставали офіцерами через три-чотири роки, а інші служили в чині гардемарина до двадцяти років. У 1744 році у відставку «через хворобу і старість» був відправлений 54-річний гардемарин, який прослужив в цьому чині тридцять років. У 1717-1752 рр. з Академії було випущено більше 750 чоловік.

### Морський шляхетний кадетський корпус (1752)
15 грудня 1752 року Навігацька школа і гардемаринська рота були скасовані, а Морська академія перетворена в Морський шляхетний кадетський корпус. Назва підкреслювала комплектування виключно особами дворянського походження. Штат корпусу передбачав навчання 360 осіб, які в стройовому відношенні ділилися на три роти по 120 чоловік, а в навчальному — на три класи.
Гардемаринами стали називати учнів старшого класу корпусу. Склад роти був змішаний — в кожну входили три навчальні групи — гардемаринська (1 класу) і кадетські (2 і 3 класу). У 1762 році для кадетів ввели єдину форму одягу, однотипне озброєння і спорядження. Новим штатом на допомогу директору призначався капітан 1 рангу, фактично — його заступник по стройовій частині, якому підпорядковувалися старші офіцери — командири рот. У кожній роті було по 4 офіцера.
Діяльністю викладачів керував професор. У Корпусі вивчалося 28 наук, в тому числі: арифметика, геометрія, тригонометрія, алгебра, механіка, навігація, географія, артилерія, фортифікація, історія, політика, риторика, на вибір — французька, англійська або німецька мови, тактичне маневрування (морські еволюції), морська практика, такелажна справа, фехтування, танці.
Переведення з класу в клас, а також зведення гардемаринів у офіцери, здійснювалося тільки на вакантні місця. До 1762 року, випускники Корпусу були зобов'язані служити довічно. 18 лютого 1762 маніфестом Петра III «Про вольності дворянські» кожен дворянин отримав право служити на свій розсуд і виходити у відставку. Цей порядок зберігався до 1917 року. У 1762-1802 рр. Корпус очолював І. Л. Голєніщєв-Кутузов. За його ініціативою в 1764 році ввели посаду старшого інспектора класів, який відповідав за організацію навчального процесу. У 1769 році була заснована бібліотека Морського корпусу, яка поповнювалася оригінальними і перекладними книгами, підручниками.
Швидке зростання флоту викликало розширення Морського корпусу, штат якого в 1783 році розширили до 600 чоловік, а в 1791 році в ньому фактично навчалося близько тисячі чоловік. З 1753 по 1802 рр. Корпусом було випущено 3036 офіцерів.

### Морський кадетський корпус (1802)
У 1802 році з назви виключили слово «шляхетний», але принцип комплектування Корпусу не змінився. Директором корпусу став контр-адмірал П. К. Карцев, ветеран війни з Туреччиною й Швецією. Найбільш здібні гардемарини відправлялися волонтерами на англійський та французький флоти. У 1812 році Морський корпус здійснив два випуски, флот поповнився 134 мічманами, багато з яких взяли участь у війні з наполеонівською Францією. У 1817 році штат корпусу передбачав навчання 700 кадетів і гардемаринів, витрати на його утримання становили понад 460 тис. руб. на рік.
10 січня 1817 року в Морський кадетський корпус влилося Училище корабельної архітектури, яке готувало фахівців для кораблебудування. У 1827 році воно було перетворено в кондукторські роти Навчального морського робочого екіпажу. У 1828 році кондукторські роти стали самостійним підрозділом і були переведені в будівлю Головного Адміралтейства.
У 1826 році корпус під впливом Миколи I прирівняли до екіпажу, аналогічного армійському батальйону. Капітан 1 рангу став іменуватися командиром екіпажу. Батальйон включав гардемаринську, три кадетські і резервну роти. У кадетських навчалися хлопчики від 10 до 16 років, в гардемаринській — юнаки 16-18 років. Роту очолював капітан-лейтенант, відділення — лейтенанти і мічмани. У навчанні на перший план, як і в армії того часу, вийшла стройова підготовка. Дисципліна була забезпечена суворими покараннями. В таких складних умовах позитивну роль зіграла діяльність адмірала І. Ф. Крузенштерна, колишнього інспектору класів, а потім і директора Корпусу (1827-1842 рр.). При ньому в Корпусі були створені музей і обсерваторія. 28 січня 1827 року при корпусі був відкритий Офіцерський клас для вдосконалення освіти офіцерів. Проте, рівень навчання офіцерів неухильно падав, що стало однією з причин поразки в Кримській війні.
У 1855 році перетворення на флоті очолив генерал-адмірал князь Костянтин Миколайович. У 1861 році за його участю були встановлені нові правила прийому в Морський корпус. Вперше були введені конкурсні іспити і «пробні» плавання. У корпус приймалися юнаки від 14 до 17 років, крім дворян право на вступ мали також діти «почесних громадян», заслужених армійських і флотських офіцерів, цивільних чиновників. Тілесні покарання були скасовані, основний упор зробили на прагнення виробити дисципліну, засновану на свідомому ставленні до справи.

### Морське училище (1867)
У 1867 році Морський корпус перейменували в Морське училище. Згідно зі статутом в нього приймалися хлопці з 16 років, термін навчання становив 4 роки, штат скорочувався до 240 осіб з розрахунком на щорічний випуск 60 гардемаринів. Звання «гардемарин» стало присвоюватися випускникам училища, які відправлялися в річне плавання, після чого зводилися в чин мічмана. Курс училища поділено на дві частини — загальну (1 рік) і спеціально-морську (3 роки). Щорічно в травні проводилися перекладні іспити, а з 25 травня по 25 серпня кадети проходили практику на кораблях навчального загону.
7 серпня 1862 року Офіцерський клас реорганізували в Академічний курс морських наук, який в 1877 році був перетворений в Морську академію, яка з 1907 року стала самостійним навчальним закладом. У 1861-1871 рр. училище очолював контр-адмірал В. А. Римський-Корсаков. При ньому були скасовані деякі обов'язкові заняття, скорочена кількість стройових занять, підвищилася роль самостійної підготовки кадетів. Кадетам було дозволено щодня після занять йти в місто до 23 годин. У дисциплінарну практику ввели «штрафні позначки», які впливали на старшинство у випуску, що у свою чергу впливало не тільки на розподіл після закінчення училища, а й на отримання чергових офіцерських звань. Багато з цих перетворень виявилися тимчасовими.
Наступник Римського-Корсакова, контр-адмірал Єпанчин скасував частину його починань. У 1872 році кадетам заборонили вихід в місто по буднях, стали практикувати обшуки особистих речей. З 1875 року термін навчання збільшили до 5 років, а вік вступу до підготовчого класу знизили до 12 років. У 1882 році звання «гардемарин» на флоті скасували, а в училище ввели гардемаринську роту. При випуску знову стали присвоювати чин мічмана.

### Морський кадетський корпус (1891)
У 1891 році училище знову перейменували в Морський кадетський корпус. За новим положенням термін навчання становив 6 років, корпус ділився на 6 рот, а в навчальному плані — на 6 класів (три загальних і три спеціальних). У 1898 році число вихованців збільшили до 600 осіб. Директор корпусу здійснював керівництво через найближчих помічників — завідувачів стройової і господарської частинами.
Щорічно в літні місяці випускники практикувалися на кораблях Навчального загону морських суден. Якість практики дещо знижувалася через старіння корабельного складу загону. Проте, якість спеціальної підготовки залишалося досить високою завдяки поглибленому вивченню спеціальних дисциплін. У 1903 році термін навчання в спеціальних класах був збільшений ще на один рік.

### Морський корпус (1906)
З 1906 року в корпусі був проведений ряд перетворень, заснованих на реалізації досвіду російсько-японської війни. Збільшили кількість вихованців, а гардемаринів спеціальних класів прирівняли до юнкерів військових училищ. Випускники корпусу зводилися в корабельні гардемарини, а після річного плавання отримували чин мічмана. Головним предметом в спеціальних класах стала тактика. Курс військово-морської історії перетворили в історію військово-морського мистецтва. Удосконалювалася матеріальна база. У 1912 році були проведені перші змагання між кадетами — вони включали в себе гімнастику, фехтування, стрільбу з гвинтівки і револьвера, плавання, гонки під вітрилом.

### Морський корпус Його Імператорської Величності Спадкоємця Цесаревича (1914)
6 листопада 1914 року Микола II призначив шефом корпусу свого сина Олексія Миколайовича. Під час Першої світової війни терміни навчання були скорочені при збереженні обсягу основних навчальних програм. Проте, Морський корпус в силу станових обмежень не міг позбавити зростаючий флот від нестачі кадрів. У 1916 році корпус перейменували в Училище. У березні 1918 року училище припинило свою діяльність.

### Курси командного складу флоту (1918)
15 вересня 1918 року спеціальним наказом було оголошено про створення в Петрограді Курсів командного складу флоту на 300 слухачів. Відкриття курсів відбулося 10 жовтня в будівлі колишнього Морського училища. Слухачів набирали з матросів-фахівців, яких планувалося підготувати до виконання офіцерських обов'язків всього за 4 місяці. У 1919 році Курси реорганізували в Училище командного складу флоту з терміном навчання три з половиною роки. Училище включало військово-морської і технічний відділи. Військово-морський відділ готував штурманів, артилеристів і мінерів, технічний відділ — механіків, електромеханіків і радіотелеграфістів. Таким чином, вперше був реалізований принцип підготовки фахівців на первинні офіцерські посади. Правилами надходження дозволялося зараховувати в училище не тільки матросів, а й цивільну молодь.
У жовтні 1919 року загін слухачів вперше виступив на фронт. За проявлений загоном героїзм, училищу було вручено Червоний прапор, який і зараз зберігається в його музеї.
8 липня 1920 року, було затверджено Положення про прийом в училище, яке встановило вік вступу з числа цивільної молоді — 18 років, з числа військових моряків — 26 років. Для вступу вимагалася середня освіта і складання вступних іспитів.
18 червня 1922 року відбувся перший випуск училища — його закінчило 82 людини. У тому ж році підготовка за спеціальностями «інженер-механік» та «інженер-електрик» була переведена в новостворене Військово-морське інженерне училище (нині — Військовий (політехнічний) інститут Військово-морської академії ім. Н. Г. Кузнєцова) .
Восени того ж року Училище командного складу флоту перетворили на Військово-морське училище. Установка передбачала підготовку командира для військово-морської служби без поділу за спеціальностями. Отримані знання могли забезпечити просування по службі до командира корабля 2 рангу. Надалі офіцер міг удосконалювати свої знання на курсах вдосконалення командного складу (згодом Вищі спеціальні офіцерські класи ВМФ), а також у Військово-морській академії. У 1922 році відбулося перше повноцінне плавання слухачів курсу на бойових кораблях. У 1924 році навчальний корабель «Комсомолець» і крейсер «Аврора» з курсантами на борту здійснили перший дальній похід за маршрутом Кронштадт — Берген — Мурманськ — Архангельськ — Тронгейм — Кронштадт, загальною тривалістю 47 діб.

### Військово-морське училище імені М.В.Фрунзе (1926)
7 січня 1926 року за клопотанням особового складу училища, йому було присвоєно ім'я Михайла Фрунзе. Тоді ж було введено звання «курсант». Новим штатом передбачалося навчання 825 курсантів. Програма навчання ділилася на 4 курси.
22 вересня 1935 року в СРСР були введені персональні військові звання для командного складу РККА і РККФ. У червні 1936 року в училищі відбувся перший випуск лейтенантів.
13 жовтня 1936 року училище було нагороджене Почесним Революційним Червоним прапором, і отримало найменування Червонопрапорного. Було сформовано чотири відділи: штурманський, артилерійський, мінно-торпедний і гідрографічний. У 1937—1939 рр. створювалися військово-морські училища в Баку, Севастополі та Владивостоці. Туди виїхало багато курсантів, викладачі та командири ВМУ імені М. В. Фрунзе.
У 1939 році училище було перетворено в Вище військово-морське училище імені М. В. Фрунзе. Авторитет училища постійно зростав. У 1940 році на 300 вакантних місць було отримано 3900 заяв від бажаючих поступити. У 1939 році училище закінчило 625 лейтенантів, в 1940 — 404.
Початок Другої світової війни збігся з періодом практики у курсантів. 25 червня 1941 року відбувся достроковий випуск офіцерів. Лейтенантами стали 198 курсантів. Другий в 1941 році достроковий випуск відбувся 31 жовтня. Курсанти 1 і 2 курсів в липні-серпні 1941 року брали участь в боях в складі 1-ї окремої бригади морської піхоти.
В кінці липня 1941 року було прийняте рішення про евакуацію училища в Астрахань, де воно повинне було розміститися на базі Астраханського інституту рибної промисловості. Евакуація завершилася 10 січня 1942 року.
Останній випуск воєнного часу відбувся 7 травня 1944 року.
Влітку того ж року училище повернулося до Ленінграда. Після закінчення війни курсанти ВВМУ імені М. В. Фрунзе брали участь в параді Перемоги на Червоній площі.
52 випускникам училища під час війни було присвоєно звання Героя Радянського Союзу.
Перший післявоєнний випуск відбувся в квітні 1947 року.
29 січня 1951 року ВВМУ імені М. В. Фрунзе указом Президії Верховної Ради СРСР було нагороджено орденом Ушакова I ступеня. У 1955 році раді училища надали право приймати до захисту дисертаційні роботи. Пізніше були створені спеціалізовані вчені ради з присудження вчених ступенів доктора і кандидата наук.
У 1959—1962 роках училище перейшло на командно-інженерний профіль підготовки кадрів. Була впроваджена факультетська система, термін навчання збільшений до 5 років. Улітку 1962 року відбувся перший випуск фахівців командно-інженерного профілю. Також вперше замість 6 державних іспитів, випускники захищали дипломні роботи.
У 1959—1971 роках в училищі працював факультет політскладу, який готував офіцерів з вищою військово-політичною освітою і кваліфікацією корабельного штурмана. У 1967 році на базі цього факультету було створено Київське вище військово-морське політичне училище.
У 1967 році Ракетно-артилерійський факультет був переведений в Калінінград, де на його основі було створено філію ВВМУ імені М. В. Фрунзе, згодом перетворений в Калінінградський ВВМУ — нині Балтійський військово-морський інститут імені Ф. Ф. Ушакова.
У 1998 році в зв'язку з реорганізацією військових навчальних закладів ВВМУ імені М. В. Фрунзе було об'єднано з ВВМУПП імені Ленінського комсомолу і перейменовано в Санкт-Петербурзький військово-морський інститут.